# Turricula javana
Turricula javana é uma espécie de gastrópode do gênero Turricula, pertencente a família Clavatulidae.